# 美羽あさひ
美羽 あさひ（みわ あさひ、1981年7月15日 - ）は、日本の女優・歌手。元宝塚歌劇団宙組の娘役スター。
広島県広島市、市立美鈴が丘中学校出身。身長162cm。血液型A型。愛称は「まさみ」、「まちゃみ」、「美マン」。
所属事務所はオーチャード。

## 来歴
1997年、宝塚音楽学校入学。
1999年、宝塚歌劇団に85期生として入団。入団時の成績は3番。雪組公演「再会／ノバ・ボサ・ノバ」で初舞台。組まわりを経て宙組に配属。
美しい歌声とダンスで注目を集め、2000年の「望郷は海を越えて」で新人公演初ヒロイン。その後も3度に渡って新人公演ヒロインを務める。
2002年、「エイジ・オブ・イノセンス」（バウホール・日本青年館公演）で、ふづき美世とバウホール・東上公演ダブルヒロイン。
2005年の「Le Petit Jardin」でバウホール公演ヒロイン。
2007年、「NEVER SLEEP」（バウホール・日本青年館公演）で、バウホール・東上公演単独初ヒロイン。
2008年のショー「Passion 愛の旅」では、トップ娘役・陽月華の休演に伴い、代役としてヒロインを演じる。
2009年、「逆転裁判」（バウホール・日本青年館公演）で、2度目の東上公演単独ヒロイン。宙組の2番手娘役として活躍したが、同年7月5日、大和悠河・陽月華トップコンビ退団公演となる「薔薇に降る雨／Amour それは…」東京公演千秋楽をもって、宝塚歌劇団を退団。
退団後は舞台を中心に芸能活動を再開。
2015年の自身の34歳の誕生日に結婚したことを報告。
2016年に長女を、2018年には次女を出産している。

## 宝塚歌劇団時代の主な舞台

### 初舞台
- 1999年4 - 5月、雪組『再会』『ノバ・ボサ・ノバ』（宝塚大劇場）

### 組まわり
- 1999年5 - 6月、月組『螺旋のオルフェ』『ノバ・ボサ・ノバ』（宝塚大劇場のみ）
- 1999年7 - 8月、雪組『再会』『ノバ・ボサ・ノバ』（1000days劇場）

### 宙組時代
- 2000年1 - 5月、『砂漠の黒薔薇』 - 新人公演：マルシナー姫（本役：南城ひかり）『GLORIOUS!!』[7]
- 2000年6 - 7月、ベルリン公演『宝塚 雪・月・花』『サンライズ・タカラヅカ』（フリードリッヒシュタット・パラスト劇場）[6][11]
- 2000年8 - 12月、『望郷は海を越えて』 - 新人公演：由布姫／エカテリーナII（本役：花總まり）『ミレニアム・チャレンジャー!』 新人公演初ヒロイン[7][4][6][8]
- 2001年4 - 8月、『ベルサイユのばら2001-フェルゼンとマリー・アントワネット編-』 - 王女、新人公演：マリー・アントワネット（本役：花總まり） 新人公演ヒロイン[7][4][12]
- 2001年9月、『フィガロ!』（バウホール・日本青年館） - カロリーナ
- 2001年11 - 2002年3月、『カステル・ミラージュ』 - ローズ、新人公演：パティ（本役：彩乃かなみ）『ダンシング・スピリット!』
- 2002年4 - 5月、『エイジ・オブ・イノセンス』（バウホール・日本青年館） - メイ・ウェランド バウ・東上Wヒロイン[7][4]
- 2002年7 - 11月、『鳳凰伝』 - ペルシャ王子、新人公演：アデルマ（本役：ふづき美世）『ザ・ショー・ストッパー』
- 2002年12 - 2003年1月、『聖なる星の奇蹟-いつか出会う君に-』（ドラマシティ・赤坂ACTシアター） - ミア
- 2003年2 - 6月、『傭兵ピエール』 - ソフィー、新人公演：アニエス（本役：貴柳みどり）『満天星大夜總会』 トリプルエトワール
- 2003年8月、『鳳凰伝』 - ペルシャ王子『ザ・ショー・ストッパー』（博多座）
- 2003年10 - 2004年2月、『白昼の稲妻』 - ジルダ、新人公演：ベラ（本役：彩乃かなみ）『テンプテーション!』
- 2004年5 - 8月、『ファントム』 - フローラ、新人公演：ソレリ（本役：彩乃かなみ）
- 2004年10 - 11月、『風と共に去りぬ』（全国ツアー） - メラニー[7]
- 2005年1 - 4月、『ホテル ステラマリス』 - 新人公演：サリー・ブランシェット（本役：貴柳みどり）『レヴュー伝説』
- 2005年5 - 6月、『Le Petit Jardin（ル プティ ジャルダン）』（バウホール） - セシル バウヒロイン[7]
- 2005年8 - 11月、『炎にくちづけを』 - サフェード、新人公演：レオノーラ（本役：花總まり）『ネオ・ヴォヤージュ』 新人公演ヒロイン[7][13]
- 2006年1月、『不滅の恋人たちへ』（バウホール） - ド・ラ・カルト侯爵夫人カトリーヌ／ルイーズ
- 2006年3 - 7月、『NEVER SAY GOODBYE』 - テレサ
- 2006年8月、『コパカバーナ』（博多座） - ジンジャー
- 2006年11 - 2007年2月、『維新回天・竜馬伝!』 - お蝶『ザ・クラシック』[4]
- 2007年4月、『NEVER SLEEP』（バウホール・日本青年館） - ブリジッド・オトゥール 東上ヒロイン[7]
- 2007年6 - 9月、『バレンシアの熱い花』 - シルヴィア『宙 FANTASISTA!』[7]
- 2007年10 - 11月、『バレンシアの熱い花』 - シルヴィア『宙 FANTASISTA!!』（全国ツアー）[7]
- 2008年2 - 5月、『黎明（れいめい）の風』 - ジーン『Passion 愛の旅』[6][9][2]
- 2008年7月、『雨に唄えば』（梅田芸術劇場） - ゼルダ・サンダース
- 2008年9 - 12月、『Paradise Prince（パラダイス プリンス）』 - ヴィクトリア『ダンシング・フォー・ユー』
- 2009年2 - 3月、『逆転裁判-蘇る真実-』（バウホール・日本青年館） - レオナ・クライド 東上ヒロイン[4]
- 2009年4 - 7月、『薔薇に降る雨』 - ヘレン『Amour それは…』 退団公演、エトワール[6]

### 出演イベント
- 2000年9月、TCAスペシャル2000『KING OF REVUE』
- 2000年12月、『アデューTAKARAZUKA1000days劇場サヨナライベント』
- 2001年6月、TCAスペシャル2001『タカラヅカ夢世紀』
- 2001年9月、『ベルサイユのばら メモランダム』
- 2002年11月、『アキコ・カンダレッスン発表会』
- 2004年3月、安蘭けいディナーショー『Sense』
- 2004年7月、TCAスペシャル2004『タカラヅカ90』
- 2004年9月、安蘭けいディナーショー『Sense』
- 2005年4月、TCAスペシャル2005『Beautiful Melody Beautiful Romance』
- 2005年12月、『花の道 夢の道 永遠の道』
- 2006年9月、TCAスペシャル2006『ワンダフル・ドリーマーズ』
- 2006年9月、貴城けいコンサート『I have a dream』
- 2007年9月、『TAKARAZUKA SKY STAGE5th Anniversary Special』
- 2009年5月、陽月華ミュージック・サロン『STAY GOLD』

## 宝塚歌劇団退団後の主な活動

### 舞台
- 2010年3月、「CLUB SEVEN 6th stage!」（天王洲銀河劇場）
- 2010年6月 - 7月、「ROCK'N JAM MUSICAL Ⅲ」（紀伊国屋ホール）
- 2010年12月、SINK STAGE2「生命 over there…」（シアター風姿花伝）
- 2011年8月、SINK STAGE3 「鳥籠」（サンモールスタジオ）
- 2012年4月、「道化の瞳」（シアタークリエ・愛知県芸術劇場大ホール・金沢歌劇座・サンケイホールブリーゼ）
- 2012年8月、ミュージカル「パルレVol.3」（三越劇場）
- 2012年10月、SINK STAGE4 「欲望」（シアターKASSAI）
- 2012年12月、SCARECROWS16「雨」（萬劇場）
- 2013年7月 - 8月、「少女コゼット〜Les Miserables〜」（ルネこだいら・大ホール他全国ツアー）
- 2013年9月、abc★赤坂ボーイズキャバレー『裏』FINAL!『最後の充電』（博品館劇場）
- 2013年11月 - 12月、音楽座ミュージカル「ラブ・レター」（新宿文化センター大ホール・シアターBRAVA!・足利市民プラザ文化ホール・幸田町民会館さくらホール・町田市民ホール）
- 2014年5-7月、音楽座ミュージカル「泣かないで」（町田市民ホール・本特殊陶業市民会館ビレッジホール・東京芸術劇場プレイハウス・上野学園ホール・シアターBRAVA!）
- 2014年10 - 12月、音楽座ミュージカル「メトロに乗って」（町田市民ホール・新宿文化センター 大ホール・めぐろパーシモンホール 大ホール・大田区民ホール・アプリコ 大ホール・幸田町民会館さくらホール）
- 2015年6 - 7月、音楽座ミュージカル「ラブレター」（東京芸術劇場プレイハウス・町田市民ホール・日本特殊陶業市民会館・アステールプラザ 大ホール）
- 2015年10-11月、音楽劇「Sleeping Beauties〜夢をあやつるマムの女王」（三越劇場・兵庫県立芸術文化センター）
- 2018年11月、AiiA presents 舞台「刀使ノ巫女」（天王洲 銀河劇場）[14]
- 2025年9月、「ババンババンバンバンパイア」（東京国際フォーラム）[15]